# Perkele (groupe)
Pour les articles homonymes, voir Perkele.
Perkele est un groupe de Rock et punk rock suédois, originaire de Göteborg. Formé en 1993, le groupe se revendique antifasciste et patriote. Ils sont connus pour leurs chansons en anglais Heart Full of Pride ou Working Class.
Ils se sont fait une place sur la scène punk et skinhead. Le nom du groupe est choisi en rapport au dieu de la foudre de la mythologie finnoise. Les couleurs de leur logo sont celles de la Suède, bleu et jaune.

## Biographie
Le groupe est formé en 1993 à Göteborg. Le groupe enregistre sa première démo, Nu får det début Vara nog, qui est publiée en 1994, suivie d'une deuxième démo, Det växande Hatet, publiée vers la fin 1994. Après de nombreux concerts, Perkele devient un groupe de punk notoire. En 1995, Anders perd son intérêt pour Perkele. À ce moment, le groupe continue comme trio et écrit de nouvelles chansons. Ils remplacent Anders, par un vieil ami du groupe, Ron. Ron et Chris jouaient, avant Perkele, avec Olaf et Anders dans un groupe appelé Aids. Chris rejoint le groupe en 1997, et Perkele prévoit la sortie d'un album.  cet instant, ils sortent Aktion, qui se caractérise par des sonorités oi! et ska. Il est limité à 540 exemplaires.
En décembre 2008 sort l'EP Längtan, leur premier qui comprend des chansons en finnois et suédois. En 2010 sort l'album Forever chez Bandworm Records,. À la fin 2016, ils publient leur album best-of Best from the Past.

## Membres
- Ron - guitare, chant
- Chris - basse, chœurs
- Jouni Haapala - batterie, chœurs